# George Benton
George Benton est un boxeur et entraineur américain né le 15 mai 1933 à Philadelphie, Pennsylvanie où il est mort le 19 septembre 2011.

## Biographie
Boxeur professionnel entre 1949 et 1970, il livre 76 combats, en remporte 62 dont 37 avant la limite et a notamment battu Freddie Little, Jimmy Ellis et Joey Giardello sans toutefois remporter de titre. Benton reste dans le milieu de la boxe après avoir raccroché les gants. Il est tout d'abord l'assistant d'Eddie Futch dans le coin de Joe Frazier lors de son combat contre Mohamed Ali à Manille et de Leon Spinks face au même Momahed Ali, puis devient entraineur principal pendant 17 ans au sein de la structure Main Events managée par Lou Duva. Il a ainsi coaché Evander Holyfield, Mike McCallum, Meldrick Taylor et Pernell Whitaker et a été élu entraineur de l'année à deux reprises en 1989 et 1990.

## Distinction
- George Benton est membre de l'International Boxing Hall of Fame depuis 2001[2].